# Euscheloribates latus
Euscheloribates latus är en kvalsterart som först beskrevs av Hammer 1971.  Euscheloribates latus ingår i släktet Euscheloribates och familjen Scheloribatidae. Inga underarter finns listade i Catalogue of Life.